# U-Bahnhof Ameixoeira

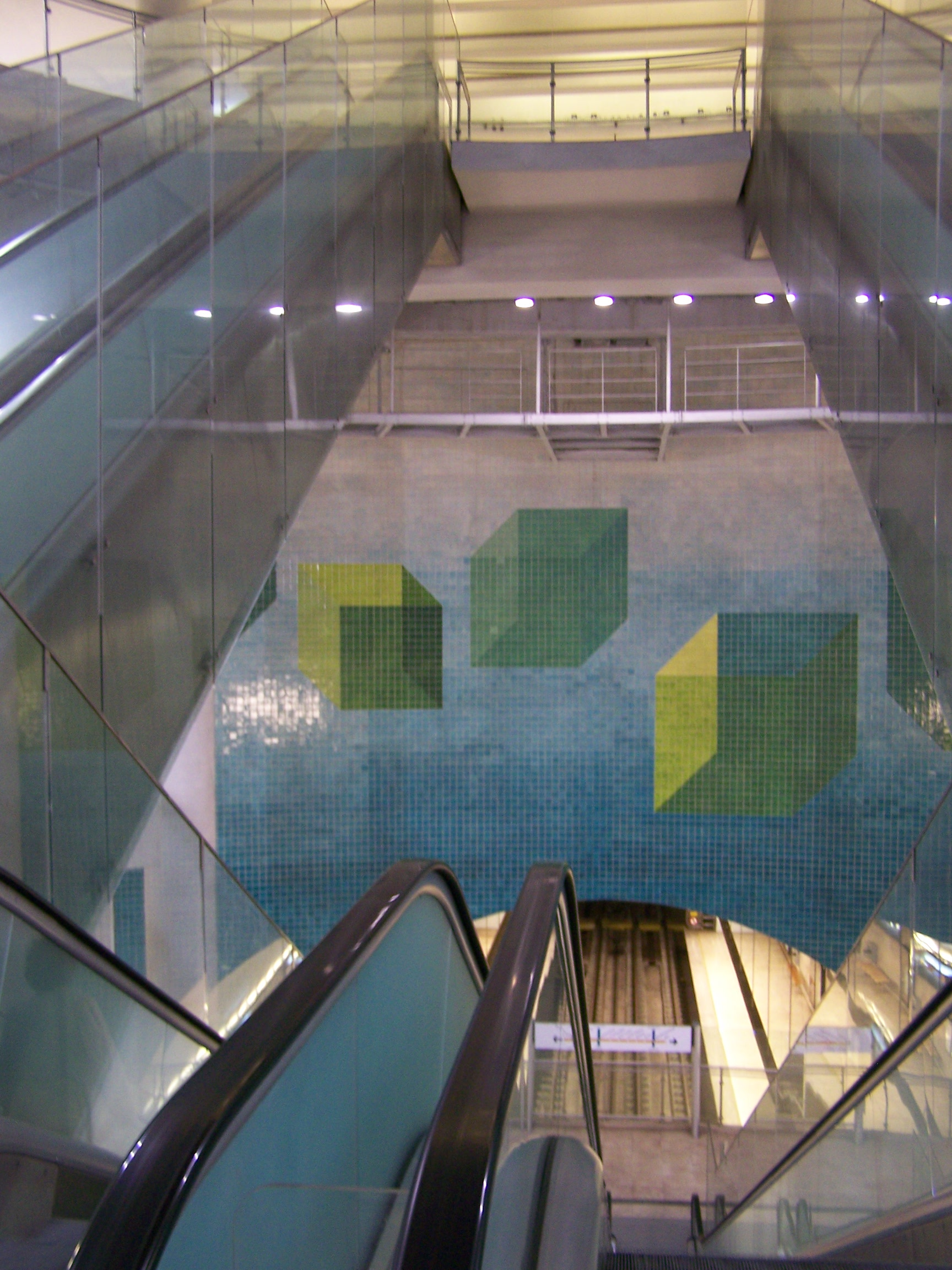
Fahrtreppen im U-Bahnhof Ameixoeira – im Hintergrund die von Irene Buarque entworfenen „geometrischen Formen“

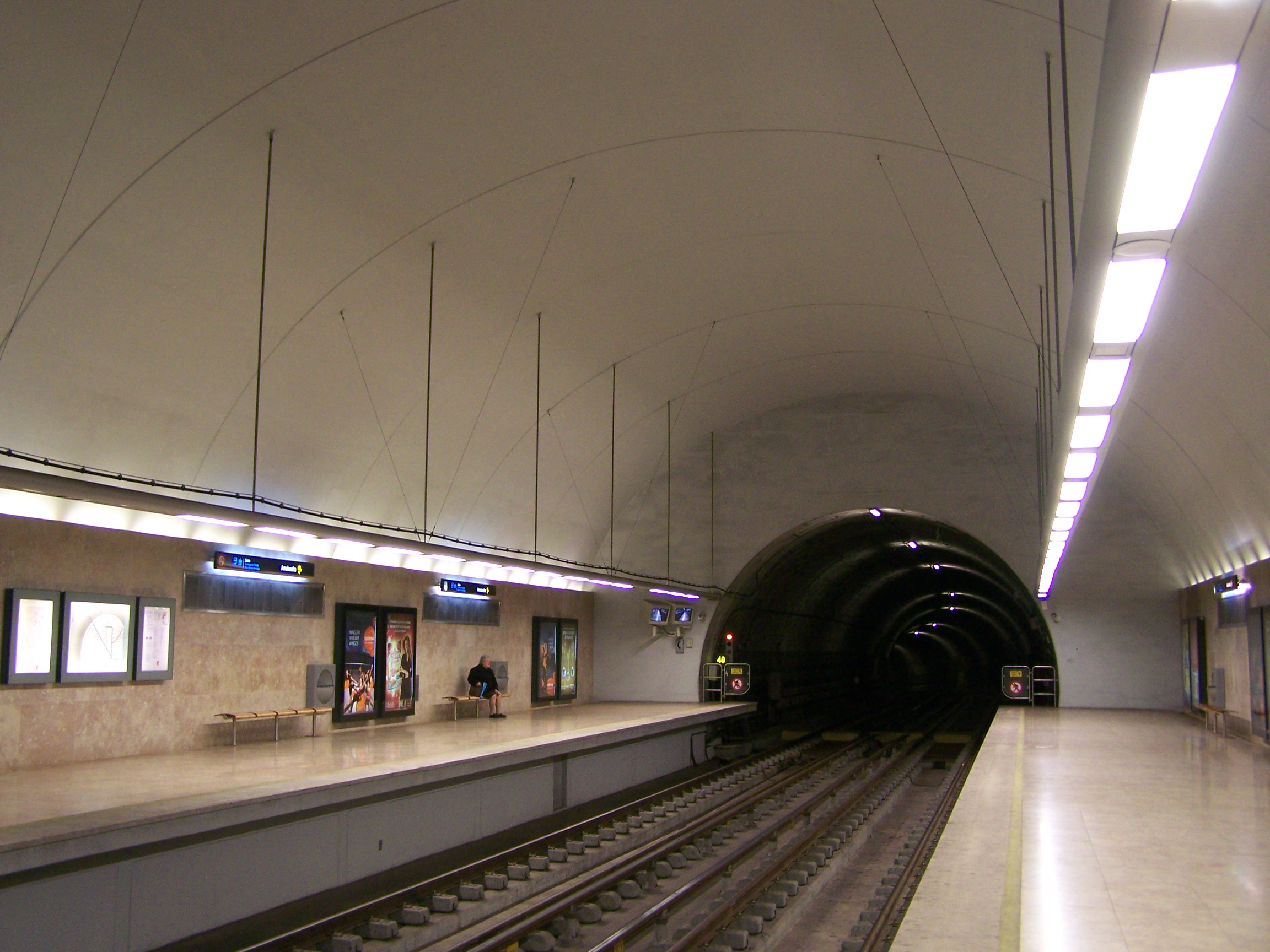
Blick auf die beiden Seitenbahnsteige des Bahnhofes in Richtung Süden. Die durch den Schildvortrieb geprägte Tunnelform ist deutlich erkennbar

Ameixoeira ist ein U-Bahnhof der Linha Amarela der Metro Lissabon, des U-Bahn-Netzes der portugiesischen Hauptstadt. Der Bahnhof befindet sich unterhalb der Kreuzung der Straßen Rua Vitorino Nemésio/Azinhaga da Cidade in der Lissabonner Stadtgemeinde Santa Clara. Die Nachbarbahnhöfe sind Lumiar und Senhor Roubado; der Bahnhof ging am 27. März 2004 in Betrieb.

## Geschichte
Genauso wie die U-Bahnhöfe Quinta das Conchas, Lumiar, Senhor Roubado und Odivelas, gehört der U-Bahnhof Ameixoeira zum jüngsten Abschnitt der Linha Amarela der Lissaboner Metro, der am 27. März 2004 eröffnet wurde. Damit erhielt der Bezirk Ameixoeira erstmals eine Schienenanbindung. Planungsname des U-Bahnhofes war Quinta das Lavadeiras.
Den Bahnhof entwarf der Architekt Robert McFadden. Der Bau gilt als einer der anspruchsvolleren im Lissabonner Metronetz aufgrund seiner Hanglange und der Tiefe der Metrostrecke. Von den Bahnsteigen bis zum einzigen Zwischengeschoss mit seinen Ausgängen ist ein großer Höhenunterschied zu überwinden. Daher bietet der Bahnhof zahlreiche Fahrtreppen neben dem obligatorischen Aufzug. Der Bahnhof selbst erhielt die üblichen 105 Meter langen Seitenbahnsteigen. Für die Ausgestaltung wählte die Metro-Betreibergesellschaft die Künstlerin Irene Buarque. Sie entschied, angesichts der „zylinderförmigen“ Form des Bahnhofes verschiedene geometrische Figuren (Kugeln, Quader, Würfel) auf den üblichen Fliesen in verschiedenen Farben abzubilden.

## Verlauf
Am U-Bahnhof bestehen keine weiteren Umsteigemöglichkeiten.
| Linie | Verlauf |
| ----- | --- |
|       | Odivelas – Senhor Roubado – Ameixoeira – Lumiar – Quinta das Conchas – Campo Grande – Cidade Universitária – Entre Campos – Campo Pequeno – Saldanha – Picoas – Marquês de Pombal – Rato |